# Teatro romano de Cartagena
Teatro romano de Cartagena är en fornlämning i Spanien.   Den ligger i provinsen Murcia och regionen Murcia, i den sydöstra delen av landet, 400 km sydost om huvudstaden Madrid. Teatro romano de Cartagena ligger 21 meter över havet.
Terrängen runt Teatro romano de Cartagena är platt norrut, men söderut är den kuperad. Havet är nära Roman theatre åt sydväst. Runt Teatro romano de Cartagena är det tätbefolkat, med 331 invånare per kvadratkilometer. Närmaste större samhälle är Cartagena, 0,66 km norr om Teatro romano de Cartagena.